# Douglas e gli avvoltoi del Sud
Douglas e gli avvoltoi del Sud (Headin' South) è un film muto del 1918 diretto da Arthur Rosson sotto la supervisione di Allan Dwan, che ne firmò anche la sceneggiatura. Prodotto dalla Douglas Fairbanks Pictures, aveva come interpreti Douglas Fairbanks, Frank Campeau, Katherine MacDonald.

## Trama
Il fuorilegge Headin' South, nel corso di un viaggio dal Canada a Messico, si unisce alla banda di Spanish Joe. I banditi si insediano in una ricca hacienda ma, ben presto, tra Headin' South e Joe si sviluppa un'acerrima rivalità a causa della bella figlia del proprietario del ranch. Dopo essersi ubriacati, i messicani decidono di prendersi le donne della tenuta, ma Headin' South riesce a salvarle, facendole allontanare e portandole in paese. La cittadina viene attaccata dai banditi furibondi, ma gli abitanti, ai quali si è unito anche Headin' South, resistono fino a quando finalmente non giungono i soccorsi. Dopo aver catturato Spanish Joe, Headin' South rivela di essere in realtà un ufficiale delle Giubbe Rosse, la guardia a cavallo dei territori del Nord-Ovest. Accompagnato dalla sua ragazza, torna in Canada per riscuotere la taglia per la cattura del bandito.

## Produzione
Il film fu prodotto dalla Douglas Fairbanks Pictures.
Venne girato a Tucson, in Arizona, al Saguaro National Monument East

## Distribuzione

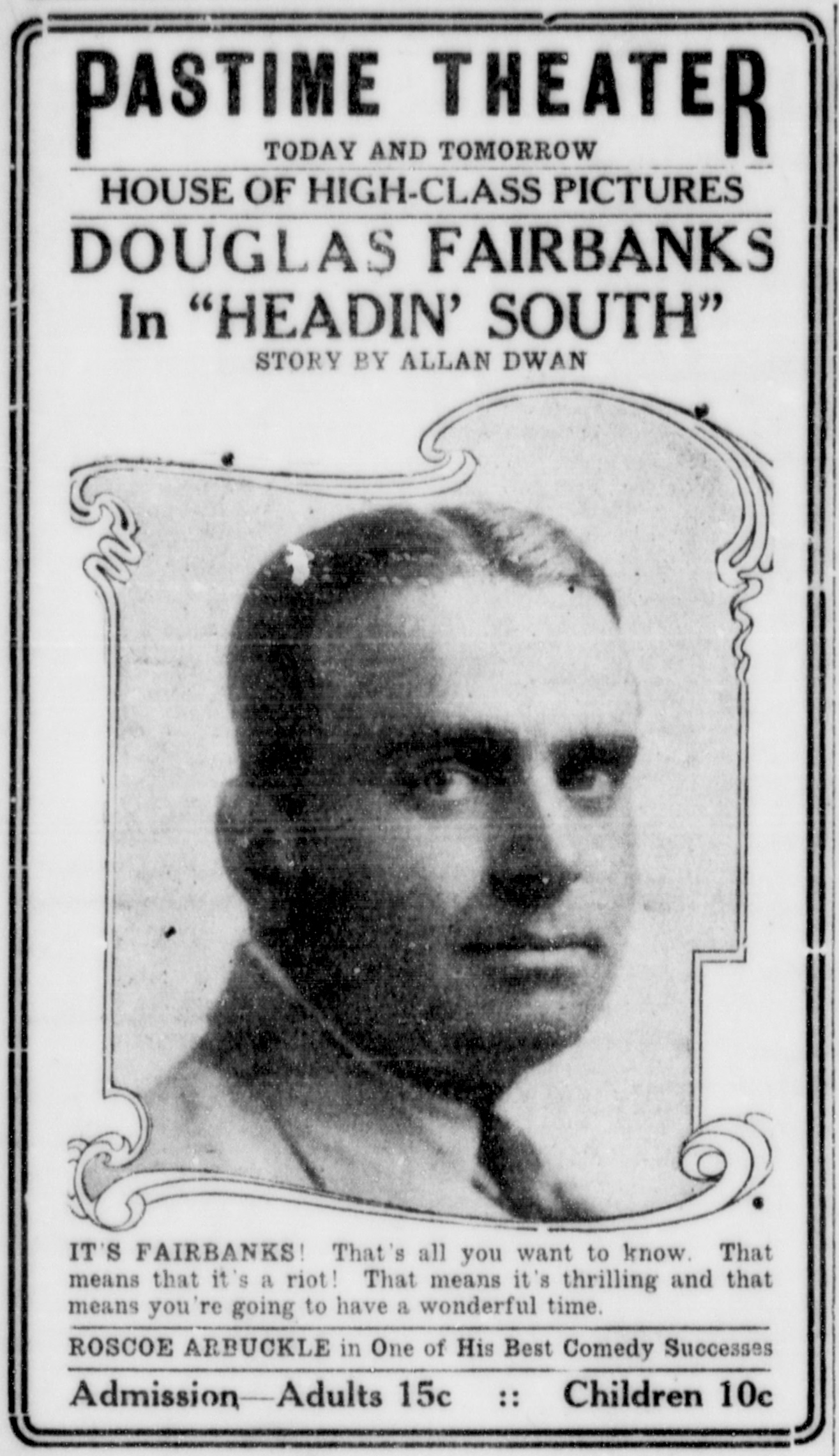
Pubblicità su un quotidiano
(2 aprile 1918)

Il copyright del film, richiesto dalla Artcraft Pictures Corp., fu registrato il 22 febbraio 1918 con il numero LP12093.

Distribuito dalla Paramount Pictures con il nome Artcraft Pictures Corporation, il film uscì nelle sale cinematografiche degli Stati Uniti il 25 febbraio 1918. Il titolo originale in inglese era Headin' South ma in Danimarca fu ribattezzato Spionen fra Mexico mentre la distribuzione in Francia puntò tutto sull'interprete, dando al film il titolo Douglas for ever. In Italia venne distribuito dalla Monat nel 1922/23 col titolo Douglas e gli avvoltoi del Sud, col titolo alternativo di Zorro e gli avvoltoi del Sud.
Non si conoscono copie ancora esistenti della pellicola che viene considerata presumibilmente perduta.